# Arthur Nicholas Tafoya

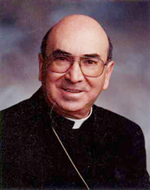

Arthur Nicholas Tafoya (* 2. März 1933 in Alameda, USA; † 24. März 2018) war ein US-amerikanischer Geistlicher und römisch-katholischer Bischof von Pueblo.

## Leben
Arthur Nicholas Tafoya empfing am 12. Mai 1962 die Priesterweihe für das Erzbistum Santa Fe. 
Am 1. Juli 1980 wurde er von Papst Johannes Paul II. zum dritten Bischof von Pueblo ernannt. Die Bischofsweihe spendete ihm James Vincent Casey, Erzbischof von Denver, am 10. September 1980; Mitkonsekratoren waren Robert Fortune Sanchez, Erzbischof von Santa Fe, und sein Vorgänger im Bischofsamt Charles Albert Buswell. 
Am 15. Oktober 2009 nahm Papst Benedikt XVI. Tafoyas aus Altersgründen vorgebrachtes Rücktrittsgesuch an.